# Episodi di Space Goofs - Vicini, troppo vicini! (prima stagione)
La prima stagione di Space Goofs – Vicini, troppo vicini! venne diffusa dal 2 ottobre 1997 al 27 dicembre 2000 in Francia, dal 22 maggio 1999 al 2000 in Italia su Italia 1
| Episodio | Titolo originale                            | Titolo italiano                                                                    | Prima TV Francia  | Prima TV Italia |
| -------- | ------------------------------------------- | ---------------------------------------------------------------------------------- | ----------------- | --------------- |
| 01       | Il était une fois, première partie          | C'era una volta... (parte 1)                                                       | 2 ottobre 1997    | 22 maggio 1999  |
| 01       | Il était une fois, deuxième partie          | C'era una volta… (parte 2)                                                         | 9 ottobre 1997    |                 |
| 02       | Profession: Père Noël                       | Le fatiche di Babbo Natale (1° doppiaggio) L'intruso di Natale (2° doppiaggio)     | 13 novembre 1997  |                 |
| 02       | Bébé boum                                   | Un infante puzzolente (1° doppiaggio) Una mamma affettuosa (2° doppiaggio)         | 30 ottobre 1997   |                 |
| 03       | Scout que coûte                             | La notte dei boy scout (1° doppiaggio) L'invasione dei Boyscout (2° doppiaggio)    | 16 ottobre 1997   |                 |
| 03       | La Mouche                                   | La mosca…                                                                          | 12 febbraio 1998  |                 |
| 04       | Chauve qui peut!                            | Pipistrelli in soffitta (1° doppiaggio) Diritto di precedenza (2° doppiaggio)      | 6 novembre 1997   |                 |
| 04       | Trompe la mort                              | L'elefante in pensione (1° doppiaggio) L'ultima dimora (2° doppiaggio)             | 20 novembre 1997  |                 |
| 05       | Incident technique                          | Pezzo di ricambio (1° doppiaggio) Piccola peste (2° doppiaggio)                    | 15 gennaio 1998   |                 |
| 05       | Cash-cash partie                            | Per un rotolo di dollari (1° doppiaggio) Una scoperta sensazionale (2° doppiaggio) | 27 novembre 1997  |                 |
| 06       | Cours toujours                              | Vietato entrare (1° doppiaggio) Le disavventure di Bud (2° doppiaggio)             | 27 novembre 1997  |                 |
| 06       | Les Pink Rhinocéros                         | Concerto rock (1° doppiaggio) Country contro Rock (2° doppiaggio)                  | 23 ottobre 1997   |                 |
| 07       | Faites le clown                             | Il circo in casa (1° doppiaggio) Arrivano i clown (2° doppiaggio)                  | 26 febbraio 1998  |                 |
| 07       | Scoumoune blues                             | L'inquilino porta sfortuna (1° doppiaggio) Lo iettatore (2° doppiaggio)            | 22 novembre 1997  |                 |
| 08       | Flou artistique                             | L'artista incompreso (1° doppiaggio) Furto d'arte (2° doppiaggio)                  | 9 aprile 1998     |                 |
| 08       | Mamy dehors                                 | Una vecchietta troppo arzilla                                                      | 13 agosto 1998    |                 |
| 09       | Marché conclu!                              | Paghi tre, prendi zero                                                             | 13 agosto 1998    |                 |
| 09       | Le Porc de l'angoisse                       | Nella vecchia fattoria                                                             | 16 agosto 1998    |                 |
| 10       | Candy s'amuse                               | Giochi pericolosi                                                                  | 22 dicembre 1997  |                 |
| 10       | Le Monde selon Etno                         | Il sogno di Vulcano                                                                | 19 agosto 1998    |                 |
| 11       | À vos souhaits!                             | Lo gnomo opportunista                                                              | 17 settembre 1998 |                 |
| 11       | L'Étoffe des zéros                          | Senza ritegno                                                                      | 6 dicembre 2000   |                 |
| 12       | Dites-le avec des fleurs                    | La super pianta                                                                    | 10 dicembre 1998  |                 |
| 12       | Brosse-toi les dents                        | Basta dolci                                                                        | 31 marzo 1999     |                 |
| 13       | Snoutra                                     | Note dolenti                                                                       | 26 novembre 1998  |                 |
| 13       | De temps en temps                           | Tempo di cambiamenti                                                               | 10 ottobre 1998   |                 |
| 14       | Un cerveau, trois boulons                   | Un robot tuttofare                                                                 | 6 maggio 1999     |                 |
| 14       | Règlement de comptes à Tiny Town            | Il piccolo Squizzo                                                                 | 16 gennaio 1999   |                 |
| 15       | Dingo bingo                                 | La lotteria                                                                        | 21 aprile 1999    |                 |
| 15       | Témoin gênant                               | Il vicino spione                                                                   | 13 maggio 1999    |                 |
| 16       | TV connection                               | Attrazione televisiva                                                              | 27 maggio 1999    |                 |
| 16       | Maman!                                      | Una mamma spaziale                                                                 | 20 maggio 1999    |                 |
| 17       | 20 000 lieues sous la mare                  | Ventimila leghe sotto casa                                                         | 13 ottobre 1999   |                 |
| 17       | Être ou ne pas spectre                      | Cercasi fantasma                                                                   | 3 giugno 1999     |                 |
| 18       | Flashman contre Zork                        | La battaglia dei supereroi                                                         | 5 agosto 2000     |                 |
| 18       | Pète-planète                                | I tre geni                                                                         | 6 agosto 2000     |                 |
| 19       | Bongopark                                   | Il parco dei divertimenti                                                          | 27 ottobre 1999   |                 |
| 19       | Cassius Gorgious                            | Panzerotto sul ring                                                                | 8 agosto 2000     |                 |
| 20       | Allez au diable!                            | Fuoco e firme                                                                      | 27 ottobre 2000   |                 |
| 20       | Abeilles de mon cœur                        | Le api grandiose                                                                   | 20 ottobre 2000   |                 |
| 21       | Nos ancêtres les humains                    | Tempo di imposte                                                                   | 3 novembre 2000   |                 |
| 21       | Timber                                      | Via dalla città!                                                                   | 10 novembre 2000  |                 |
| 22       | Les aliens font le mur                      | I Venusiani                                                                        | 27 dicembre 2000  |                 |
| 22       | Rebelle                                     | Compagni di sventura                                                               | 10 ottobre 1998   |                 |
| 23       | Lucien                                      | Il professionista                                                                  | 7 agosto 2000     |                 |
| 23       | Et vous trouvez ça drôle?                   | Risate a fior di pelle                                                             | 9 agosto 2000     |                 |
| 24       | Au royaume des minus                        | Panzerottino                                                                       | 13 dicembre 2000  |                 |
| 24       | Vénus junior                                | Robe da matti                                                                      | 17 novembre 2000  |                 |
| 25       | Gracula                                     | Gracula                                                                            | 20 dicembre 2000  |                 |
| 25       | La Toute Première Fois                      | Amore a prima vista                                                                | 27 dicembre 2000  |                 |
| 26       | On efface et on recommence, première partie | Cartoni sì cartoni no (parte 1)                                                    | 23 luglio 2000    |                 |
| 26       | On efface et on recommence, deuxième partie | Cartoni sì cartoni no (parte 2)                                                    | 30 luglio 2000    |                 |